# Septobasidium velutinum
Septobasidium velutinum är en svampart som beskrevs av Pat. 1892. Septobasidium velutinum ingår i släktet Septobasidium och familjen Septobasidiaceae.   Inga underarter finns listade i Catalogue of Life.